# Thanks for the Dance
Thanks for the Dance — п'ятнадцятий і останній студійний альбом канадського автора та виконавця Леонарда Коена, представлений посмертно 22 листопада 2019 року під лейблами Columbia та Legacy Recordings. Вокальні партії альбому було записано під час тих же сесій, що і для попереднього альбому You Want It Darker. Адам Коен — син Леонарда Коена та продюсер цієї платівки — зазначив, що не варто розглядати цю роботу як альбом «відхилених» пісень попереднього альбому.

## Передісторія
Пісні альбому містять «нариси», які залишилися після сесій для останнього студійного альбому Коена You Want It Darker і які були дороблені сином Коена Адамом в «гаражі біля старого будинку його батька». Щодо пісень, Адам Коен зауважив: «Якби у нас було більше часу і якби [Леонард] був більш стійким, ми б до них дійшли. [Ми вели] розмови про те, які інструменти та які почуття він хотів, щоб завершена робота викликала — на жаль, той факт, що я дороблюватиму їх без нього, був прийнятий».

## Реакція критиків
Thanks for the Dance отримав від критиків високу оцінку. На сайті Metacritic, який нормалізовано оцінює рецензії з головних масових медіа за шкалою від 0 до 100, альбом отримав середню оцінку 84, що вказує на «універсальне визнання» на основі 25 оглядів.
«Rolling Stone» присвоїв альбому 4 зірки, відзначаючи альбом і заявляючи, що платівка є «чудовим кадром на прощання, який є винятково рідкісним явищем — посмертною роботою такою ж живою, викликаючою і необхідною, як і все, що випускалося під час життя артиста».

## Список пісень
Автор слів Леонард Коен. 
| #     | Назва                       | Автор музики            | Тривалість |
| ----- | --------------------------- | ----------------------- | ---------- |
| 1.    | «Happens to the Heart»      | Адам Коен               | 4:33       |
| 2.    | «Moving On»                 | А. Коен, Патрік Леонард | 3:11       |
| 3.    | «The Night of Santiago»     | А. Коен                 | 4:15       |
| 4.    | «Thanks for the Dance»      | Анджані Томас           | 4:13       |
| 5.    | «It's Torn»                 | А. Коен, Шерон Робінсон | 2:57       |
| 6.    | «The Goal»                  | А. Коен                 | 1:12       |
| 7.    | «Puppets»                   | А. Коен                 | 2:39       |
| 8.    | «The Hills»                 | Л. Коен                 | 4:17       |
| 9.    | «Listen to the Hummingbird» | А. Коен                 | 2:00       |
| 29:17 |                             |                         |            |

## Чарти

### Тижневі чарти
| Чарт (2019)                                          | Найвища позиція |
| ---------------------------------------------------- | --------------- |
| Австралія Australian Albums (ARIA)                   | 11              |
| Австрія Austrian Albums (Ö3 Austria)                 | 2               |
| Бельгія Belgian Albums (Ultratop Flanders)           | 1               |
| Бельгія Belgian Albums (Ultratop Wallonia)           | 10              |
| Канада Canadian Albums (Billboard)                   | 1               |
| Чехія Czech Albums (ČNS IFPI)                        | 7               |
| Данія Danish Albums (Hitlisten)                      | 3               |
| Нідерланди Dutch Albums (MegaCharts)                 | 5               |
| Фінляндія Finnish Albums (Suomen virallinen lista)   | 17              |
| Франція French Albums (SNEP)                         | 15              |
| Німеччина German Albums (Offizielle Top 100)         | 5               |
| Угорщина Hungarian Albums (MAHASZ)                   | 23              |
| Ірландія Irish Albums (IRMA)                         | 6               |
| Італія Italian Albums (FIMI)                         | 11              |
| Lithuanian Albums (AGATA)                            | 58              |
| Нова Зеландія New Zealand Albums (Recorded Music NZ) | 4               |
| Норвегія Norwegian Albums (VG-lista)                 | 2               |
| Польща Polish Albums (ZPAV)                          | 5               |
| Португалія Portuguese Albums (AFP)                   | 1               |
| Шотландія Scottish Albums (OCC)                      | 6               |
| Іспанія Spanish Albums (PROMUSICAE)                  | 7               |
| Швеція Swedish Albums (Sverigetopplistan)            | 6               |
| Швейцарія Swiss Albums (Schweizer Hitparade)         | 4               |
| Велика Британія UK Albums (OCC)                      | 7               |
| США Billboard 200                                    | 61              |

### Річні чарти
| Чарт (2019)                        | Позиція |
| ---------------------------------- | ------- |
| Austrian Albums (Ö3 Austria)       | 28      |
| Belgian Albums (Ultratop Flanders) | 33      |
| Belgian Albums (Ultratop Wallonia) | 157     |
| Dutch Albums (Album Top 100)       | 93      |
| French Albums (SNEP)               | 121     |
| German Albums (Offizielle Top 100) | 93      |
| Polish Albums (ZPAV)               | 91      |
| Swiss Albums (Schweizer Hitparade) | 56      |

| Чарт (2020)                        | Позиція |
| ---------------------------------- | ------- |
| Belgian Albums (Ultratop Flanders) | 73      |
| German Albums (Offizielle Top 100) | 63      |
| Swiss Albums (Schweizer Hitparade) | 51      |

## Сертифікації
| Регіон                                                      | Сертифікація | Продажі |
| ----------------------------------------------------------- | ------------ | ------- |
| Австрія (IFPI Austria)                                      | Золотий      | 7500    |
| продажі+прослуховування, що базуються лише на сертифікаціях |              |         |